# Southern Air (álbum)
Southern Air (en español: Aire Sureño) es el octavo álbum de estudio de la banda estadounidense Yellowcard. Es su segundo álbum desde su regreso tras su hiato, y a su vez también el segundo que lanzan bajo la discográfica Hopeless Records. Sean O'Donnell (bajista) dejó la banda antes de empezar la grabación de este álbum, y lo sustituyó Josh Portman de la banda Near Miss. Hasta el momento se han lanzado dos sencillos para promocionar el álbum: «Always Summer» y «Here I Am Alive». La crítica lo ha llegado a comparar con el álbum Ocean Avenue por su estilo.

## Lista de canciones
Todas las canciones escritas por Ryan Key y toda la música compuesta por Yellowcard.

| N.º   | Título | Duración |  |
| 1.    | «Awakening» | 4:23     |  |
| 2.    | «Surface of the Sun» | 3:43     |  |
| 3.    | «Always Summer» | 3:10     |  |
| 4.    | «Here I Am Alive» (junto a Taylor Jardine de We Are the In Crowd y coescrita con Patrick Stump de Fall Out Boy)           | 3:33     |  |
| 5.    | «Sleep in the Snow» | 4:02     |  |
| 6.    | «A Vicious Kind» | 3:53     |  |
| 7.    | «Telescope» (junto a Alex Gaskarth de All Time Low, Cassadee Pope de Hey Monday, y Taylor Jardine de We Are the In Crowd) | 3:52     |  |
| 8.    | «Rivertown Blues» | 3:33     |  |
| 9.    | «Ten» | 4:47     |  |
| 10.   | «Southern Air» | 4:22     |  |
| 39:24 | |          |  |

Bonus Track

| N.º | Título                                          | Duración |  |
| 11. | «Fix You» (Coldplay cover (iTunes bonus track)) |          |  |

## Personal
| - Ryan Key – voz, guitarra rítmica - Sean Mackin – violín, coros, mandolina en "Telescope" - Ryan Mendez – guitarra líder, coros - Josh Portman – bajo - Longineu W. Parsons III – batería, percusión - Alex Gaskarth – coros - Cassadee Pope – coros - Taylor Jardine – coros | - Neal Avron – productor |